# Saint-Servais, Finistère
Saint-Servais (tiếng Breton: Sant-Servez-Landivizio) là một xã của tỉnh Finistère, thuộc vùng Bretagne, miền tây bắc Pháp.